# Acacia jacquemontii
Acacia jacquemontii é uma espécie de leguminosa do gênero Acacia, pertencente à família Fabaceae.